# Денніс Реймер
Денніс Реймер (англ. Dennis Reimer; нар. 12 липня 1939, Енід, Оклахома) — американський воєначальник, генерал армії США (1991), 33-й начальник штабу (1995—1999) та 23-й заступник начальника штабу Армії США.

## Біографія
Денніс Реймер народився 12 липня 1939 року в Енід, штат Оклахома, виріс у Медфорді. У червні 1962 закінчив Військову академію США (Вест-Пойнт), здобувши ступінь бакалавра наук за фахом офіцера польової артилерії. Військову освіту здобув у Командно-штабному та Воєнному коледжах армії США.
Невдовзі після отримання офіцерського звання пройшов курс удосконаленої підготовки офіцерів польової артилерії у Форті Сілл. Службу проходив на командних та штабних посадах в артилерійських частинах та підрозділах. З 1964 по 1965 військовий радник у В'єтнамі. З 1965 по 1966 рр. — на навчанні на курс перепідготовки артилеристів у Форт Сілл та Форт Блісс. 1966—1967 — командир артилерійської батареї 3-ї бригади в навчальному центрі армії у Форт Беннінгу, після цього до 1968 року помічник коменданта штабного коледжу Збройних сил у Норфолці, Вірджинія.
У 1968 призначений начальником оперативного відділу артилерійського дивізіону в 9-ій піхотній дивізії, що билася у В'єтнамі, у червні 1969 присвоєне чергове звання капітан. З 1970 по 1971 навчання у Командно-штабному коледжі у Форт Лівенворт, Канзас, звідки направлений до управління персоналу у Вашингтон.
Продовжував службу на різних посадах в артилерії, зокрема у 4-й піхотній дивізії (Форт Карсон), V-му корпусі, Європейській армії, 8-ій піхотній дивізії. У березні 1982 присвоєне звання полковник. З 1982 по 1983 — начальник штабу дивізії.
У вересні 1984 р. Реймер отримав чергове військове звання бригадний генерал і став командувачем артилерії 3-го корпусу у Форт Сілл. У 1986 році помічник начальника штабу американських військ в Кореї. З вересня 1987 генерал-майор та командир 4-ї піхотної дивізії.
Генерал Реймер продовжував службу на штабних посадах, з червня 1991 отримав звання повного генерала та призначений заступником начальника штабу армії США. З 1993 по 1995 рр. — командувач Командування сил армії у Форт Макперсон, з цієї посади номінований на пост начальника штабу сухопутних військ у 1995 році.
У вересні 1999 звільнився з лав збройних сил у відставку.